# Czesław Niemen klipa (moneta kolekcjonerska)
Czesław Niemen – moneta o nominale 10 zł wyemitowana 19 czerwca 2009. Jest pierwszą monetą z serii Historia polskiej muzyki rozrywkowej, poświęconą postaci Czesława Niemena. Moneta jest klipą o kształcie kwadratowym.
Moneta zdobyła nagrodę w kategorii Srebrna moneta roku w konkursie Konstelacja monet (Coin Constellation 2010). Była także nominowana w kategorii Najlepsza koncepcja artystyczna.